# Weimarer Verfassung

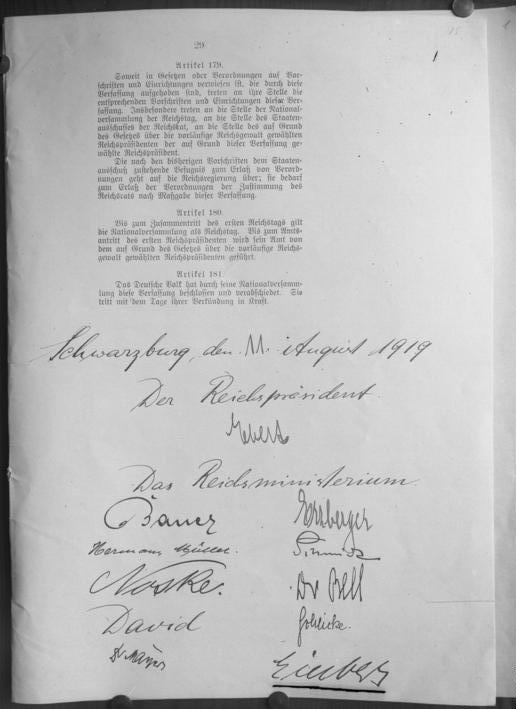
Die Schluss-Seite der Weimarer Reichsverfassungsurkunde mit den Unterschriften Friedrich Eberts und der Mitglieder der Regierung Bauer

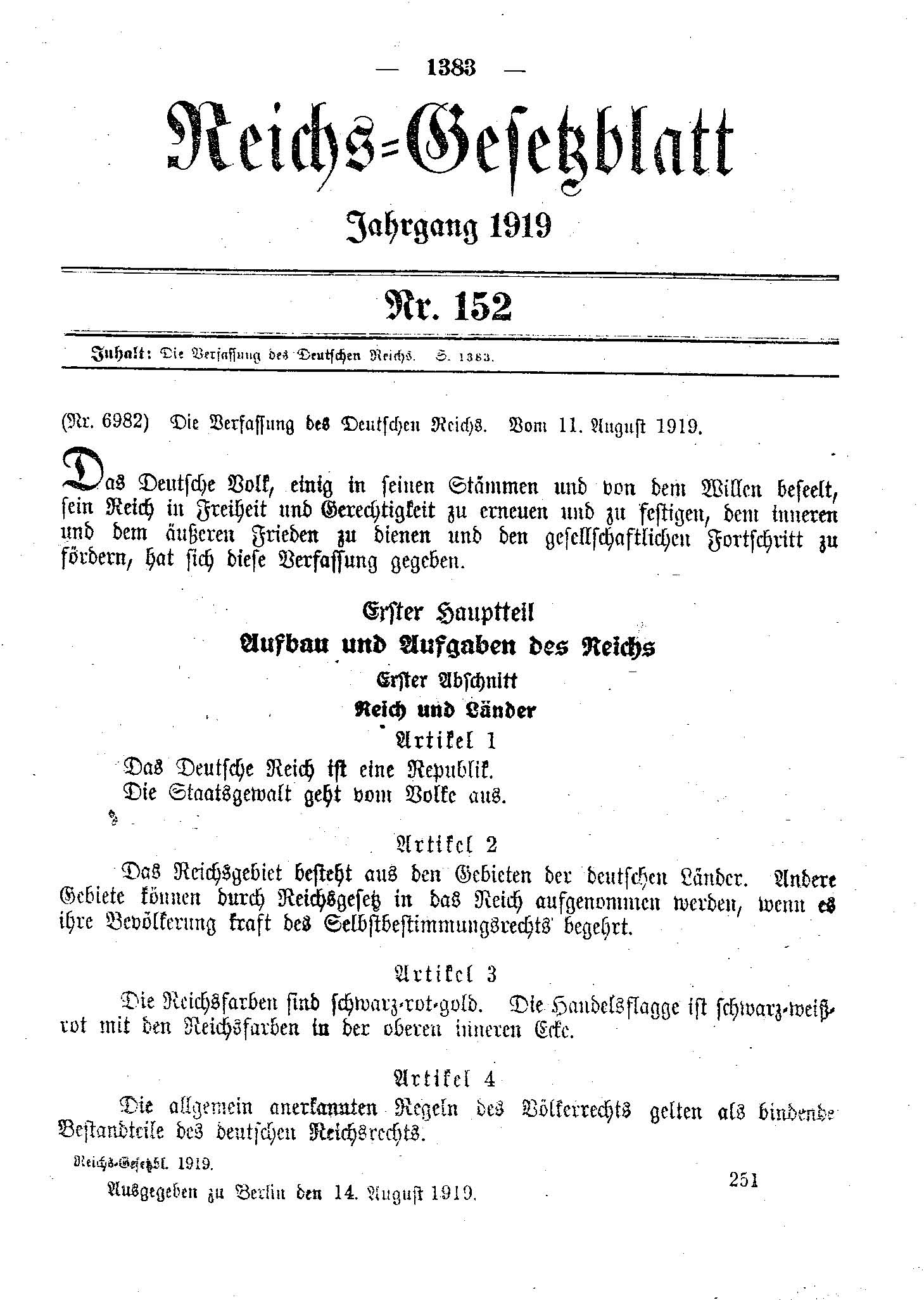
Die Verkündung der Verfassung des Deutschen Reichs im Reichsgesetzblatt am 14. August 1919

Die Weimarer Verfassung (auch Weimarer Reichsverfassung, kurz WRV; amtlich Die Verfassung des Deutschen Reichs) war die am 31. Juli 1919 in Weimar beschlossene, am 11. August in Schwarzburg unterzeichnete und am 14. August 1919 verkündete erste demokratische Verfassung für ganz Deutschland. Mit ihr wurde das Deutsche Reich zu einer föderativen Republik mit einem gemischt präsidialen und parlamentarischen Regierungssystem.
Die Weimarer Verfassung löste das am 10. Februar 1919 erlassene Gesetz über die vorläufige Reichsgewalt ab, das die wichtigsten künftigen Verfassungsorgane und ihre Zuständigkeiten beschrieb. Manche ihrer Artikel waren an die Paulskirchenverfassung von 1849 angelehnt. Manche flossen ihrerseits in das heute geltende Grundgesetz für die Bundesrepublik Deutschland ein.
Nach dem Ort ihrer Verabschiedung wird das Deutsche Reich für die Dauer seiner demokratischen Periode von 1919 bis 1933 als Weimarer Republik bezeichnet. Der 11. August nahm in den Folgejahren den Charakter eines Nationalfeiertags an, wenngleich er diesen Status nie offiziell erhielt.

## Geschichte der Verfassung

### Ursprünge
Die Deutsche Revolution 1848/49 war Teil einer europaweiten Revolutionsbewegung. In ihr kam der Widerstand gegen die vorherrschende monarchische Ordnung nach der Restauration zum Ausdruck. In ihrem Gefolge wurde die Verfassung des geplanten Deutschen Reichs am 27. März 1849 in der Frankfurter Paulskirche von der verfassunggebenden deutschen Nationalversammlung nach langen Diskussionen beschlossen. Amtlich verkündet wurde sie einen Tag später. Aufgrund des Tagungsortes der Nationalversammlung wird sie als Paulskirchenverfassung oder auch Frankfurter Reichsverfassung bezeichnet.
Die Paulskirchenverfassung sah die Schaffung einer Erbmonarchie mit konstitutionellen Zügen vor. Zu diesem Zweck trug die Kaiserdeputation dem preußischen König Friedrich Wilhelm IV. die deutsche Kaiserkrone an. Dieser berief sich auf das Gottesgnadentum und lehnte ab. Damit scheiterte die Verfassung des Paulskirchenparlaments.
Am 16. April 1871 trat die Bismarcksche Reichsverfassung als Verfassung des neu gegründeten Deutschen Reiches in Kraft. Sie ging aus der Verfassung des Norddeutschen Bundes von 1867 hervor, die zunächst am 1. Januar 1871 durch eine Verfassung des Deutschen Bundes gleichen Inhaltes ersetzt worden war. Die von Otto von Bismarck geprägte Verfassung besaß keinen Grundrechtsteil, sondern beschränkte sich auf Bestimmungen für die Zuständigkeiten der einzelnen staatlichen Organe. Sie sah außerdem weiterhin die damals in Europa übliche konstitutionelle Monarchie als Staatsform vor.
Die Bismarcksche Reichsverfassung wurde erst durch das Inkrafttreten der Weimarer Verfassung 1919 abgelöst, die sich an der Paulskirchenverfassung orientierte und wieder einen Grundrechtsteil enthielt.
Staatstheoretisch wurde die Weimarer Verfassung von der Parlamentarismustheorie Robert Redslobs beeinflusst, die über den „Vater“ der Weimarer Verfassung, Hugo Preuß, konkreten Eingang in den Verfassungstext erhielt.

### Zum Namen der Verfassung
Die offizielle Bezeichnung für das Dokument lautet Verfassung des Deutschen Reichs. Um es begrifflich von der offiziell genauso genannten Bismarckschen Reichsverfassung abzugrenzen, wird es in Geschichtswissenschaft und Publizistik nach seinem Entstehungsort Weimar als Weimarer Verfassung oder Weimarer Reichsverfassung bezeichnet.

### Der Prozess der Verfassungsgebung

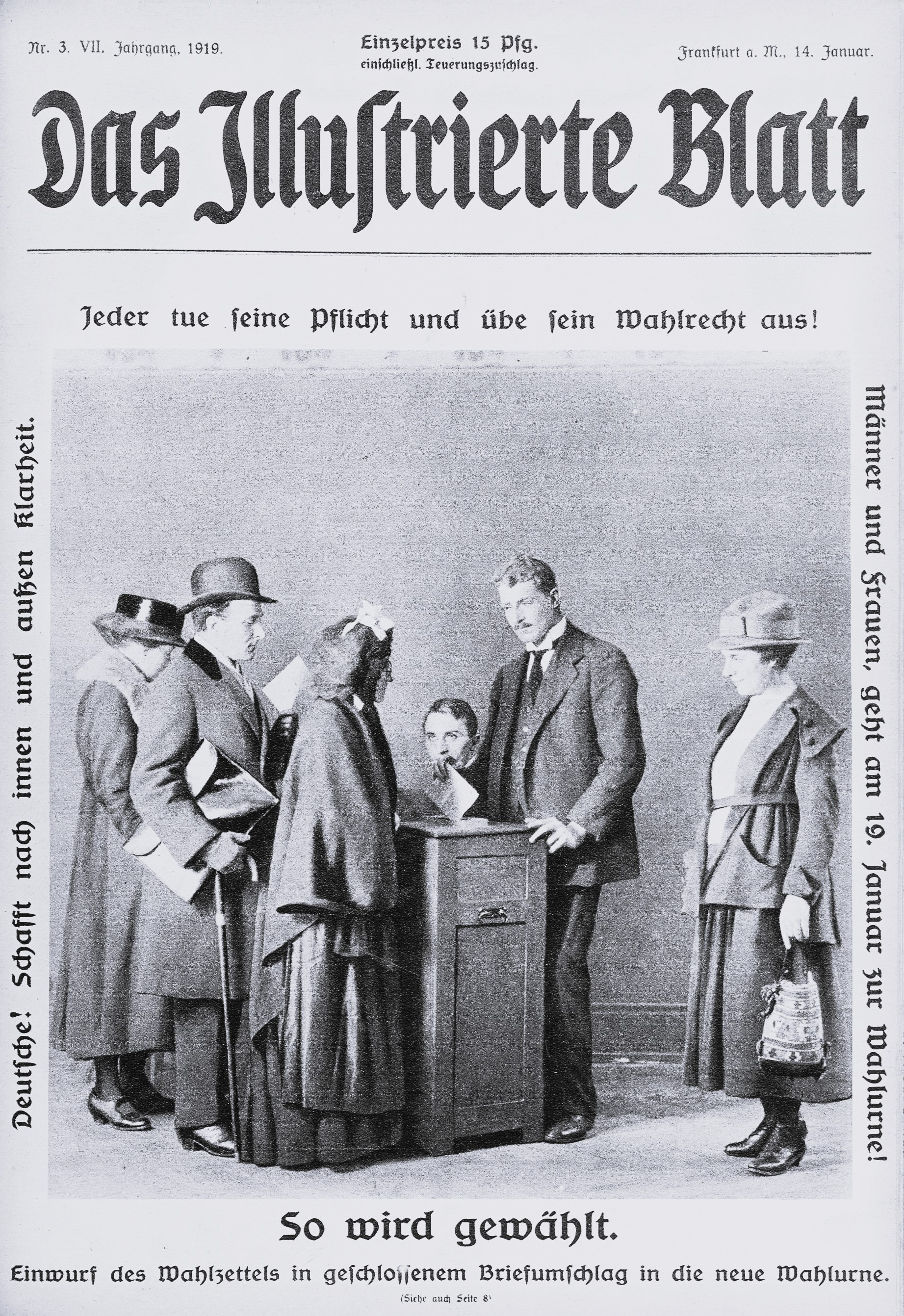
Wahlaufruf auf der Titelseite des Illustrierten Blatts, Januar 1919: „Deutsche! Schafft nach innen und außen Klarheit.“

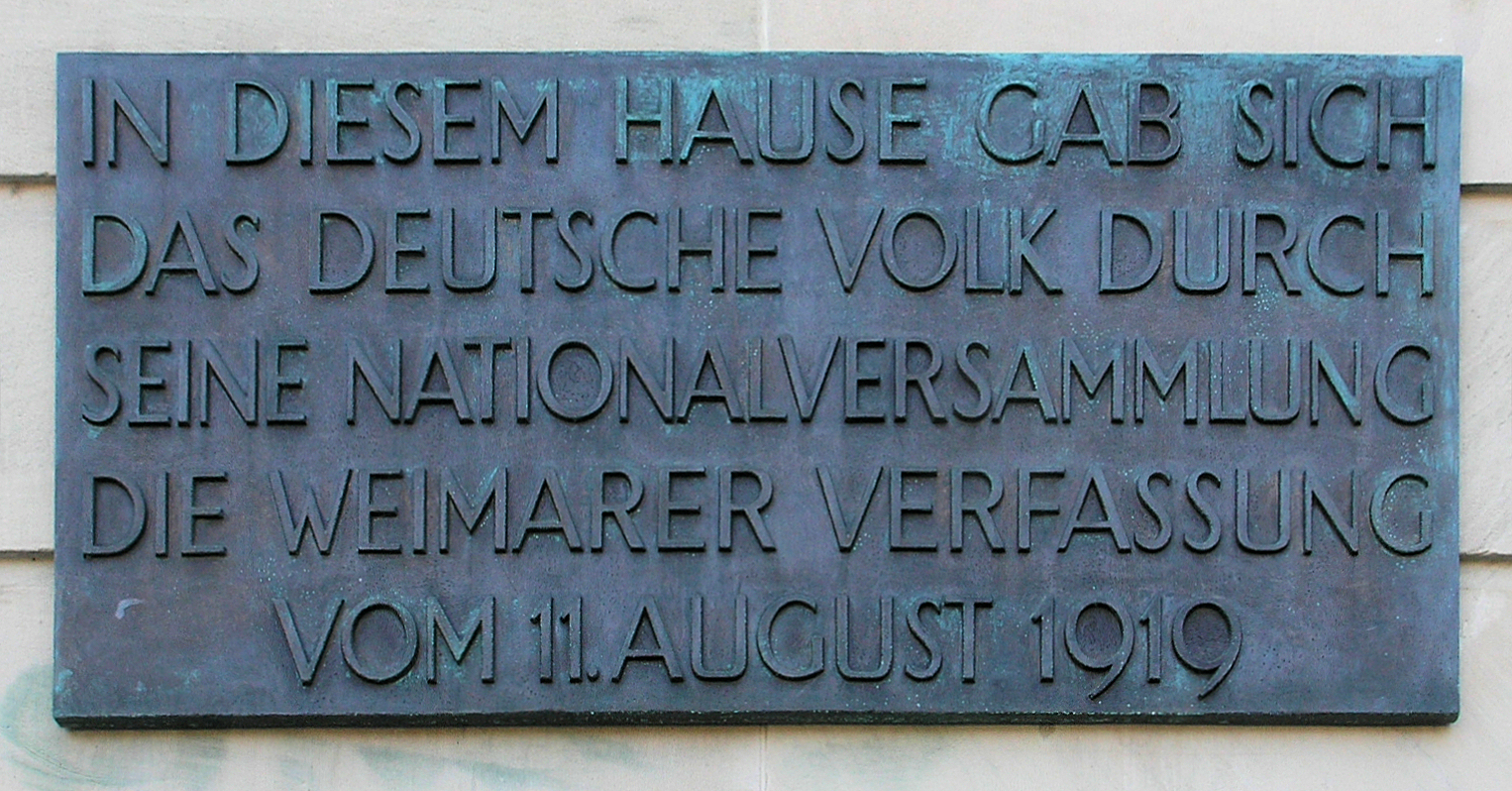
Gedenktafel am Deutschen Nationaltheater Weimar, gestaltet von Walter Gropius 1921

Am 19. Januar 1919 fanden die Wahlen zur verfassunggebenden Nationalversammlung statt. Frauen besaßen sowohl das aktive als auch passive Wahlrecht. Die Sitze wurden nach dem Verhältniswahlrecht verteilt. Die SPD war die stärkste Fraktion und bildete mit dem Zentrum und der Deutschen Demokratischen Partei (DDP) die so genannte Weimarer Koalition.
Am 6. Februar 1919 trat die Nationalversammlung das erste Mal im Deutschen Nationaltheater in Weimar zusammen. Berlin war nicht der Tagungsort, weil dort Unruhen die Unabhängigkeit und Sicherheit der Abgeordneten gefährdeten. Die Wahl Weimars war wohl auch als Zeichen für die Anknüpfung an die Humanitätsideale der Weimarer Klassik gemeint, hatte aber vor allem militärische Gründe – das zuerst vorgesehene Erfurt wäre im Angriffsfall schlechter zu verteidigen gewesen.
Am ersten Entwurf für eine Verfassung war der Staatssekretär des Reichsamts des Inneren und spätere Reichsminister des Innern Hugo Preuß maßgeblich beteiligt, nachdem die zwischenzeitlichen Erwägungen des Rats der Volksbeauftragten, Max Weber in dieses Amt zu berufen, nicht umgesetzt wurden.
Da fast alle politischen Strukturen der Kaiserzeit wie zum Beispiel der Bundesrat, die in der Reichsverfassung von 1871 festgeschrieben waren, wegfielen oder bedeutungslos wurden, kam es zu Auseinandersetzungen zwischen den Parteien, die Anhänger der Monarchie waren, und denen, welche die Republik befürworteten. Am 31. Juli 1919 beschloss die Nationalversammlung die Verfassung in ihrer endgültigen Form mit 262 zu 75 Stimmen; dabei waren 84 Abgeordnete abwesend. Am 11. August 1919 unterzeichnete Reichspräsident Friedrich Ebert die Weimarer Verfassung in Schwarzburg. Sie trat mit ihrer Verkündung am 14. August 1919 in Kraft (RGBl. 1919, S. 1383). Der 11. August wurde zum Nationalfeiertag der Weimarer Republik, weil er an die „Geburtsstunde der Demokratie in Deutschland“ erinnern sollte.

### Fortgeltung der Verfassung nach 1933
Die Weimarer Verfassung galt auch nach der Machtergreifung der NSDAP am 30. Januar 1933 formell fort. Sie wurde jedoch durch verfassungsdurchbrechende Gesetze und Verordnungen weitgehend außer Kraft gesetzt, zunächst durch die Verordnung des Reichspräsidenten zum Schutz von Volk und Staat, besser bekannt als „Reichstagsbrandverordnung“ vom 28. Februar 1933. Die Verordnung annullierte die 81 Mandate der Kommunistischen Partei Deutschlands und machte den Weg frei für die notwendige Zweidrittelmehrheit zur Verfassungsänderung, die das Ermächtigungsgesetz vom 24. März 1933 ermöglichten. Dieses Ermächtigungsgesetz wurde am 23. März 1933 unter der Bezeichnung Gesetz zur Behebung der Not von Volk und Reich verabschiedet, war zunächst auf vier Jahre befristet und wurde in der Zeit des Nationalsozialismus mehrmals verlängert.
Den Schlussstrich zog das von der Reichsregierung Hitler am 1. August 1934 erlassene Gesetz über das Staatsoberhaupt des Deutschen Reichs, dessen § 1 „das Amt des Reichspräsidenten […] mit dem des Reichskanzlers“ vereinigte und festhielt, dass mit dem Ableben Paul von Hindenburgs alle „bisherigen Befugnisse des Reichspräsidenten auf den Führer und Reichskanzler Adolf Hitler“ übergehen. Mit diesem Gesetz hat Hitler sich der Instanz des Reichspräsidenten mit Hindenburgs Tod am 2. August 1934 entledigt, die ihn gem. Art. 53 WRV hätte stürzen und damit die Rückkehr zur WRV herbeiführen können. Die Vereinigung beider Ämter wurde in der Volksabstimmung über das Staatsoberhaupt des Deutschen Reichs am 19. August 1934 nach offiziellen Angaben von fast 90 % der Abstimmenden bejaht.
Führende Kommentatoren der NS-Zeit haben bereits 1933 die Weimarer Verfassung als außer Kraft gesetzt betrachtet und das Ermächtigungsgesetz als „Vorläufiges Verfassungsgesetz des neuen Deutschlands“ bezeichnet. Den Übergang der verfassungsgebenden Gewalt auf die Reichsregierung (und damit die Beseitigung dessen Vorbehaltes, dass Reichsrat und Reichstag unangetastet bleiben) regelte dann Artikel 4 des Gesetzes über den Neuaufbau des Reichs vom 30. Januar 1934. Nach dieser Betrachtungsweise ist die Weimarer Verfassung gegenstandslos geworden.
Auch mit der Übernahme der Regierungsgewalt durch den Alliierten Kontrollrat am 5. Juni 1945 blieb die Weimarer Verfassung weiterhin außer Funktion.
Durch das Grundgesetz, das am 23. Mai 1949 mit der Gründung der Bundesrepublik Deutschland in Kraft trat, wurde die WRV nicht explizit aufgehoben. Gem. Art. 140 GG sind die Bestimmungen zu Religion und Religionsgesellschaften der Art. 136, 137, 138, 139 und 141 WRV vom 11. August 1919 Bestandteil des Grundgesetzes. Dazu der ehemalige Verfassungsrichter Udo Di Fabio: „Formell und ausdrücklich wurde die Verfassung nie außer Kraft gesetzt, weder durch die Naziherrschaft noch durch alliiertes Besatzungsrecht. Mit dem Inkrafttreten des Grundgesetzes, das eine vollgültige Verfassung ist, muss aber nach allgemeinen Prinzipien der Verfassungsablösung durch neue Verfassungsgebung (siehe Art. 146 GG) hier vom spätesten Zeitpunkt eines auch formellen Außerkrafttretens der Weimarer Verfassung ausgegangen werden.“
Gem. Art. 123 Abs. 1 GG gilt außerdem Art. 109 Abs. 3 Satz 2 WRV bezüglich der namensrechtlichen Behandlung von Adelsbezeichnungen als einfaches Bundesrecht fort. Danach gelten Adelsbezeichnungen „nur als Teil des Namens und dürfen nicht mehr verliehen werden.“

## Inhalt der Verfassung
Die Verfassung war der deutschen Verfassungstradition gemäß funktional in drei Teile aufgeteilt. Einerseits wurde im Außenverhältnis die Zuständigkeit des Reichs von der Zuständigkeit der Reichsländer (die ehemaligen Bundesstaaten des Kaiserreichs) abgegrenzt (Verbandszuständigkeit des Reiches). Andererseits stellte die Verfassung ein Organisationsstatut dar, in dem die Staatsorgane des Reichs benannt und ihre Kompetenzen untereinander festgesetzt wurden (Organzuständigkeit). Soweit die Vorschriften der Reichsverfassung die Organzuständigkeit regelten, stellte die Verfassung Binnenrecht dar. Eine dritte Art von Vorschriften regelte das Verhältnis zwischen den Bürgern und dem Staat. Anders als die Bismarcksche Reichsverfassung enthielt die Weimarer Reichsverfassung im zweiten Hauptteil einen umfassenden Grundrechtskatalog.
Zunächst werden die Zuständigkeiten des Reichs dargestellt, danach ein Überblick über die Staatsorgane (Reichstag, Reichspräsident und Reichsregierung, Reichsrat, Staatsgerichtshof) und ihre Kompetenzen gegeben. Zuletzt wird auf das Verhältnis zwischen Bürgern und Reich eingegangen (Grundrechte, Grundpflichten).

### Aufbau der Weimarer Verfassung
- Präambel

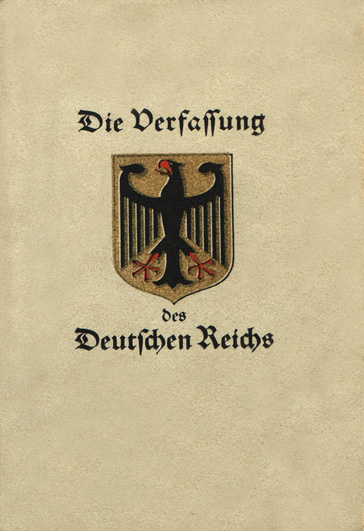
Bucheinband der Weimarer Verfassung

- Erster Hauptteil: Aufbau und Aufgaben des Reichs
  - Erster Abschnitt: Reich und Länder
  - Zweiter Abschnitt: Der Reichstag
  - Dritter Abschnitt: Der Reichspräsident und die Reichsregierung
  - Vierter Abschnitt: Der Reichsrat
  - Fünfter Abschnitt: Die Reichsgesetzgebung
  - Sechster Abschnitt: Die Reichsverwaltung
  - Siebter Abschnitt: Die Rechtspflege
- Zweiter Hauptteil: Grundrechte und Grundpflichten der Deutschen
  - Erster Abschnitt: Die Einzelperson
  - Zweiter Abschnitt: Das Gemeinschaftsleben
  - Dritter Abschnitt: Religion und Religionsgesellschaften
  - Vierter Abschnitt: Bildung und Schule
  - Fünfter Abschnitt: Das Wirtschaftsleben
- Übergangs- und Schlussbestimmungen

### Zuständigkeiten des Reichs
Die Verfassung folgt dem Prinzip der begrenzten Einzelermächtigung. Wo nicht das Reich durch die Verfassung ausdrücklich für zuständig erklärt wurde, waren die Reichsländer berufen („im Zweifel für die Reichsländer“). Die Zuständigkeiten des Reichs wurden aber im Vergleich zu der Bismarckschen Reichsverfassung erheblich ausgeweitet.

#### Gesetzgebung
Das Reich konnte nur dort gesetzgeberisch tätig werden, wo die Verfassung ihm ausdrücklich einen Titel zusprach. Dabei wurde zwischen Gesetzgebungstiteln unterschieden, auf deren Sachgebiet nur das Reich regulierend tätig werden durfte (Art. 6 WRV, ausschließliche Gesetzgebung), Titeln, bei denen die Länder Recht setzen konnten, soweit das Reich nicht tätig geworden ist (Art. 7 f. WRV, sog. konkurrierende Gesetzgebung) und Titeln, auf die das Reich nur bei dem Bedürfnis einer reichseinheitlichen Regelung ein Gesetz stützen durfte (Art. 9 WRV). Auch war eine Rahmengesetzgebungskompetenz in Art. 10 WRV vorgesehen. Soweit das Reich Gesetze erlassen hatte, brach Reichsrecht das Landesrecht; das Landesrecht wurde insoweit nichtig.
Umfasste die ausschließliche Gesetzgebung noch Bereiche, die traditionell dem Reiche oblagen (Staatsverträge und Kolonialwesen, Staatsangehörigkeit, Freizügigkeit im Reichsgebiet, Ein- und Auswanderung, Auslieferung, Wehrrecht, Münzwesen, Zollrecht einschließlich die Einheit des Zoll- und Handelsgebietes und der Freizügigkeit des Warenverkehrs, Post- und Fernmeldewesen), ging die konkurrierende Gesetzgebung weit über das Gewohnte hinaus. Neben den tradierten Gegenständen des Reichsrechts (Justizpolitik: Bürgerliches Recht, Handelsrecht, Strafrecht, Prozessrecht und Strafvollstreckungsrecht; Innenpolitik: Passrecht, Fremdenpolizei, Press-, Vereins-, Versammlungswesen; Sozial- und Arbeitspolitik: Arbeitsrecht, Sozialversicherungen, Einrichtung beruflicher Vertretungen für das Reichsgebiet; Verkehrspolitik: Seeschifffahrt, Eisenbahn, Binnenschifffahrt, Fahrzeugverkehr zu Lande, im Wasser und in der Luft; Wirtschaftspolitik: Versicherungswesen, Bankwesen, Börsenwesen, Gewerberecht, Vergesellschaftung, Enteignungsrecht, Handel, das Maß- und Gewichtswesen, die Ausgabe von Papiergeld) waren Gesetzgebungskompetenzen bezüglich des Armenwesens, der Wandererfürsorge, der Fürsorge für die Kriegsteilnehmer und ihre Hinterbliebenen, Einrichtung beruflicher Vertretungen für das Reichsgebiet, Straßenbau, Bergbau, Gesundheitswesen, Veterinärwesen, Verkehr mit Nahrungs- und Genussmitteln, Küstenfischerei, Pflanzenschutz, Theater- und Lichtspielwesen und insbesondere über das Abgabenrecht (Steuern und Beiträge) einschließlich des dazugehörenden Verfahrensrechts neu. Politisch bedeutete diese Zuständigkeit des Reichs für die Länder, dass das Reich nicht mehr ihr „Kostgänger“ war, sondern es nunmehr die Möglichkeit hatte, die eigenen Einnahmen festzulegen. Es konnte sogar diejenigen Steuern bestimmen, welche den Ländern zuflossen. Das Reich hatte dabei lediglich auf die Lebensfähigkeit der Länder Rücksicht zu nehmen. Machtpolitisch bedeutend konnte auch die Bedürfnisgesetzgebung über das Ordnungs- und Polizeirecht sein, von dem das Reich allerdings keinen Gebrauch machte. Daher blieb das Länderpolizeirecht bestehen. Selbst in traditionellen Länderangelegenheiten wie der Schul- und Hochschulpolitik konnte das Reich Rahmengesetze erlassen. Die Rahmengesetzgebung erstreckte sich auch auf die Rechte und Pflichten der Religionsgesellschaften, das wissenschaftliche Büchereiwesen, das Recht der Beamten der Länder und sonstigen Körperschaften, das Bodenrecht, die Bodenverteilung, das Ansiedlungs- und Heimstättenwesen, die Bindung des Grundbesitzes, das Wohnungswesen, die Bevölkerungsverteilung und das Bestattungswesen.
Völlig neu waren die Elemente der direkten Demokratie in der Weimarer Verfassung. Über Volksbegehren und Volksentscheid hatte das Volk die Möglichkeit, auf die Gesetzgebung einzuwirken. Gemäß Artikel 73 Absatz 3 war ein Volksentscheid durchzuführen, wenn mindestens 10 % der Wahlberechtigten einen solchen mit einem Volksbegehren verlangte. Der Reichstag konnte einen Volksentscheid durch unveränderte Verabschiedung eines Gesetzes mit dem Inhalt des Volksbegehrens abwehren. Durch Volksentscheid konnte ein Beschluss des Reichstags nur außer Kraft gesetzt werden, wenn sich die Mehrheit der Wahlberechtigten an der Abstimmung beteiligte. Der Reichspräsident konnte bestimmen, dass ein Gesetz durch einen Volksentscheid bestätigt werden musste (Art. 73).

#### Regierung und Verwaltung
Die Reichsverwaltung folgt zunächst der deutschen Verfassungstradition: Reichsgesetze werden durch die Behörden der Länder ausgeführt. Danach war scheinbar die Gesetzgebungszuständigkeit gegenüber der Verwaltungszuständigkeit überschießend geregelt: Landesgesetze wurden durch die Länder in eigenen Angelegenheiten ausgeführt; das Gleiche galt für Reichsgesetze, es sei denn, die Reichsverfassung sah einen Vollzug durch Reichsbehörden vor. Völlig abweichend von der Bismarckschen Reichsverfassung und dem Grundgesetz, der heutigen Verfassung Deutschlands, konnte das Reich aber durch einfaches Reichsgesetz die Vollzugszuständigkeit an sich ziehen (Art. 14 WRV). Ein solches Reichsgesetz löste noch nicht einmal die Zustimmungspflicht des Reichsrats aus. Damit stand dem Reich die politische Macht zu, durch Reichsgesetz den Vollzug von Reichsrecht mit der Gesetzgebungszuständigkeit des Reiches gleichzuschalten.
Die Aufsicht über die Ausführung von Reichsgesetzen durch die Länder stand der Reichsregierung zu. Die Reichsregierung konnte für die Gesetze, die durch die Länder ausgeführt wurden, mit Zustimmung des Reichsrats Verwaltungsvorschriften erlassen. Sie konnte Landesbehörden anweisen. Zum Zwecke der Aufsicht konnte sie zu den obersten Landesbehörden und mit deren Zustimmung zu den mittleren und unteren Behörden Beauftragte entsenden.
Eine einheitliche Reichsverwaltung von Verfassung wegen bestand z. B. für den Auswärtigen Dienst, die Zoll- und Verbrauchssteuerverwaltung, das Post- und Fernmeldewesen, die Reichsbahn, die Reichswasserstraßenverwaltung. Die Abgabenverwaltung war allerdings Ländersache. Das Reich konnte jedoch den Ländern Weisungen hinsichtlich der Durchführung der Reichsabgabengesetze machen und Kontrollbehörden einrichten.

#### Rechtsprechende Gewalt
Den Ländern blieb nur bei der Rechtsprechung die gewohnte Zuständigkeit. Die Länder waren Gerichtsherren, soweit nicht das Reich von Verfassungs wegen Gerichtsherr war. Durch einfaches Reichsgesetz konnte sich das Reich nicht die Zuständigkeit für die Gerichte schaffen. Nach der Verfassung war ein Reichsgericht vorgesehen; es wurde auch ein Staatsgerichtshof für das Deutsche Reich eingerichtet. Die bisher bestehende Militärgerichtsbarkeit des Reiches wurde zugunsten der ordentlichen Gerichtsbarkeit aufgelöst. Auch sollten sowohl beim Reich wie bei den Ländern Verwaltungsgerichte bestehen. Ein Reichsverwaltungsgericht wurde allerdings erst 1942 ins Leben gerufen.

### Staatsorgane
Das Deutsche Reich hatte nach der Weimarer Reichsverfassung den Reichstag, den Reichspräsidenten, die Reichsregierung, den Reichsrat und den Staatsgerichtshof als Staatsorgane. Das Reich handelte durch seine Staatsorgane. Durch Artikel 1 der Verfassung wurde die neue Staatsform einer Republik konstituiert. Die Wahl von Reichstag und Reichspräsident durch das Deutsche Volk, die Möglichkeit des Volkes, über Volksentscheid und Volksbegehren auf die Gesetzgebung einzuwirken, bildete die vom Volk ausgehende Staatsgewalt in Form einer gemischt repräsentativ-plebiszitären Demokratie (Volkssouveränität). Auch das betonte Art. 1 WRV noch einmal. Jedes Land, das Bestandteil des Deutschen Reichs ist, muss eine freistaatliche Verfassung haben, und seine Volksvertretung muss in einer allgemeinen, gleichen, unmittelbaren und geheimen Verhältniswahl von Männern und Frauen bestimmt werden (Art. 17 WRV); damit wurde gesichert, dass die innere Grundstruktur von Reich und Ländern gleich ist.

#### Reichstag
Das wichtigste Organ war der vom Volk gewählte Reichstag, welcher die Gesetzgebung (legislative Gewalt) ausübte und die Reichsregierung überprüfte. Die Möglichkeit eines Misstrauensvotums prägte den Parlamentarismus. Der Reichstag wurde auf vier Jahre gewählt. Es wurde das Prinzip der Verhältniswahl angewandt, das heißt: die Zusammensetzung des Parlaments entsprach genau dem Verhältnis der abgegebenen Stimmen. Schon unter der Reichsverfassung von 1871 herrschte ein gleiches Wahlrecht. Die Abgeordneten, die in allgemeiner, geheimer, gleicher und unmittelbarer Verhältniswahl von Personen über 20 Jahren bestimmt werden (Art. 22), sind als Vertreter des Volkes nur ihrem Gewissen unterworfen und nicht an Aufträge gebunden (Art. 21). Der Reichstag kann gemäß Artikel 25 vom Reichspräsidenten aufgelöst werden, jedoch nur einmal aus dem gleichen Anlass. Jedoch kann der Reichstag mit einer Zweidrittelmehrheit eine Volksabstimmung über die Absetzung des Reichspräsidenten beschließen (Art. 43).
Außerdem wurde festgesetzt, dass die Reichsverfassung durch den Reichstag nur bei Anwesenheit von mindestens zwei Dritteln der gesetzlichen Mitgliederzahl mit einer Mehrheit von zwei Dritteln der Anwesenden oder durch eine Mehrheit der Stimmberechtigten bei einem Volksentscheid, der auf Grund eines Volksbegehrens stattfindet, geändert werden kann (Art. 76). Die verfassungsändernde Gewalt war inhaltlich vollkommen frei; sie war insbesondere nicht an bestimmte Staatsstrukturgrundbestimmungen (z. B. Gewaltenteilung, Föderalismus usw.) gebunden. Die Verfassungsänderung musste nicht in der Verfassung selbst erfolgen, sondern konnte auch im Wege von Einzelgesetzen mit Verfassungsrang vorgenommen werden. Verfassungsänderungen konnten zeitlich befristet werden. Diese weitgehende Freiheit des Reichstags versetzte ihn in die Lage, zeitlich befristete Verfassungsänderungen in Einzelgesetzen zu beschließen, welche eine Übertragung der Gesetzgebungsbefugnis auf die Reichsregierung vorsahen (Ermächtigungsgesetz).

#### Reichspräsident
Der Reichspräsident wird „vom ganzen deutschen Volke“ gewählt. Er muss mindestens 35 Jahre alt sein (Art. 41). Die Amtszeit des Reichspräsidenten beträgt sieben Jahre, der Reichstag kann mit einer Zweidrittelmehrheit eine Volksabstimmung über die Absetzung des Reichspräsidenten beschließen (Art. 43). Der Reichspräsident ist völkerrechtlicher Vertreter des Reiches (Art. 45), Oberbefehlshaber über die gesamte Wehrmacht des Reichs (Art. 47). Er kann zur Wiederherstellung des Reichsfriedens Grundrechte außer Kraft setzen und die zur Wiederherstellung der öffentlichen Sicherheit und Ordnung nötigen Maßnahmen treffen (Art. 48 Abs. 2). Letztere Kompetenz wurde in Staatspraxis und Rechtswissenschaft als Befugnis verstanden, Notverordnungen zu erlassen.
Um die Macht des Parlaments einzuschränken, wurde das Amt des Reichspräsidenten mit weit reichenden Kompetenzen ausgestattet. Er war in seiner Position mit dem starken Staatsoberhaupt der konstitutionellen Monarchie vergleichbar („Ersatzkaiser“). Der Reichspräsident ernannte und entließ die Mitglieder der Reichsregierung, repräsentierte das Volk, ernannte (auf Vorschlag des Reichsrates) Richter und hatte den Oberbefehl über die Reichswehr. Besonders die Art. 25 (Auflösung des Reichstags) und 48 (Recht, bei Gefährdung der Ordnung Grundrechte außer Kraft zu setzen) zeigten sehr deutlich seine starke Machtposition.

#### Reichsregierung
Die Reichsregierung bestand aus dem Reichskanzler und den von diesem vorgeschlagenen Reichsministern, die wie auch der Kanzler selbst vom Reichspräsidenten ernannt (Art. 52 und 53) und nicht vom Reichstag gewählt wurden. Die Reichsregierung bildete ein echtes Kollegialorgan, innerhalb dessen jeder Reichsminister innerhalb seines Sachgebiets selbständig entschied (Ressortprinzip). Nach Art. 56 Satz 2 WRV leitete jeder Reichsminister den ihm anvertrauten Geschäftszweig selbständig und unter eigener Verantwortung gegenüber dem Reichstag. Die Reichsminister hatten der Reichsregierung alle Gesetzentwürfe, ferner Angelegenheiten, für welche Verfassung oder Gesetz dieses vorschreiben, sowie Meinungsverschiedenheiten über Fragen, die den Geschäftsbereich mehrerer Reichsminister berührten, zur Beratung und Beschlussfassung zu unterbreiten.
Für grundsätzliche Fragen und Angelegenheiten der Abstimmung zwischen den Ressorts war der Reichskanzler im Rahmen seiner Richtlinienkompetenz zuständig (Art. 56 Satz 1 WRV). Alternativ konnte auch das Kabinett mit Stimmenmehrheit entscheiden; bei Stimmengleichheit entschied die Stimme des Reichskanzlers (Art. 58 WRV). Die Reichsregierung gab sich mit Genehmigung des Reichspräsidenten eine Geschäftsordnung.
Die Reichsregierung hatte ein Gesetzesinitiativrecht im Reichstag. Auch im Reichsrat besaß sie ein Antragsrecht.
Sie war überdies oberste Aufsichtsbehörde für die Ausführung der Reichsgesetze durch die Länder. Die Reichsregierung konnte mit Zustimmung des Reichsrats einheitliche Verwaltungsvorschriften erlassen. Sie konnte sogar allgemeine Anweisungen an die Länderbehörden betreffend die Ausführung von Reichsgesetzen im Einzelfall geben. Sie war ermächtigt, zur Überwachung der Ausführung der Reichsgesetze zu den Landeszentralbehörden und mit ihrer Zustimmung zu den unteren Behörden Beauftragte zu entsenden.
Sowohl der Reichskanzler, als auch die Reichsminister müssen zurücktreten, wenn der Reichstag ihnen das Vertrauen entzieht (Art. 54). Diese Vorschrift, welche ein parlamentarisches Regierungssystem zur Folge hatte, fand ihre Vorläuferregelung in der Oktoberverfassung. Über dieses destruktive Misstrauensvotum konnte der Reichstag jeden einzelnen Reichsminister – und nicht nur die Reichsregierung insgesamt – stürzen, ohne dass für eine neue Reichsregierung oder für einen neuen Reichsminister im Reichstag eine parlamentarische Mehrheit vorhanden wäre. In der Praxis wurde dieses destruktive Misstrauensvotum von der NSDAP und der KPD ab dem Zeitpunkt, ab welchem die Weimarer Koalition keine parlamentarische Mehrheit mehr hatte, genutzt, um die Regierungen zu stürzen, ohne dass die fähig gewesen wären gemeinsam eine Koalitionsregierung zu bilden. Art. 54 trug wesentlich zur Destabilisierung der Republik bei, was sich in insgesamt 21 Regierungen der Weimarer Republik äußerte.

#### Reichsrat
Als weiteres Verfassungsorgan wurde der Reichsrat gebildet. Er vertrat die Länder bei der Gesetzgebung und Verwaltung des Reichs (Art. 60 WRV). Die Anzahl der Stimmen der einzelnen Länder war abhängig von der Größe und Einwohnerzahl des Landes (Art. 61 Abs. 1 WRV). Allerdings durfte nach Art. 61 Abs. 1 S. 4 WRV kein Land durch mehr als zwei Fünftel aller Stimmen vertreten sein. Dies hatte zur Folge, dass Preußen lediglich 26 der insgesamt 66 Stimmen erhielt. Bei strikter Durchführung des proportionalen Prinzips hätten Preußen 53 Stimmen zugestanden. An zweiter Stelle stand Bayern mit 11 Stimmen. Der Reichsrat setzte sich nach Art. 63 Abs. 1 S. 1 WRV aus Vertretern der Landesregierungen zusammen. Jedoch wurde gem. Art. 63 Abs. 1 S. 2 WRV die Hälfte der preußischen Stimmen nach Maßgabe eines Landesgesetzes von den preußischen Provinzialverwaltungen bestellt. Somit entsandte die preußische Staatsregierung lediglich 13 Vertreter, wohingegen die restlichen 13 Stimmen durch je einen Vertreter der 13 preußischen Provinzen wahrgenommen wurden. Die Vertreter der Landesregierungen besaßen ein imperatives Mandat, während die Vertreter der preußischen Provinzen über ein freies Mandat verfügten. Artikel 61 Abs. 2 sah vor, dass Deutschösterreich nach seinem Anschluss an das Deutsche Reich (was am Ende nicht geschehen ist) das Recht der Teilnahme am Reichsrat erhielt.
Der Reichsrat besaß das Recht, sein Veto gegen die Beschlüsse des Reichstags einzulegen. Außerdem durfte er Vorschläge für die Besetzung des Reichsgerichts machen. Er hatte im Gegensatz zu Reichspräsident und Reichstag nur einen sehr geringen Anteil an der Macht in der Weimarer Republik; allgemein wird er als schwächer bewertet als der Bundesrat im Kaiserreich bzw. in der Bundesrepublik.

#### Staatsgerichtshof
Nach Maßgabe eines Reichsgesetzes wurde ein Staatsgerichtshof für das Deutsche Reich errichtet. Der Staatsgerichtshof war zuständig insbesondere für Verfassungsstreitigkeiten innerhalb eines Landes, in dem kein Gericht zu ihrer Erledigung besteht, sowie über Streitigkeiten nichtprivatrechtlicher Art zwischen verschiedenen Ländern oder zwischen dem Reiche und einem Lande auf Antrag eines der streitenden Teile. Ferner war der Staatsgerichtshof für die Präsidenten-, Reichskanzler- oder Ministeranklage auf Antrag des Reichstags mit der Behauptung zuständig, dass der Reichspräsident, der Reichskanzler oder ein Reichsminister schuldhaft die Reichsverfassung oder ein Reichsgesetz verletzt habe.

### Grundrechte und Grundpflichten der Deutschen

#### Erster Abschnitt: Die Einzelperson
Der erste Abschnitt des Zweiten Hauptteiles erklärt die Gleichheit aller Deutschen vor dem Gesetz,  und die Abschaffung der Standesunterschiede (Art. 109). Rechtsgleichheit ist also noch ein Bürgerrecht, kein Menschenrecht, wie nach dem Grundgesetz. Grundsätzlich haben Männer und Frauen dieselben staatsbürgerlichen Rechte sowie Pflichten; es werden keine weiteren Adelstitel verliehen, der Staat verleiht keine Orden und Ehrenzeichen, und kein Deutscher darf ausländische Titel oder Orden annehmen (Art. 109). Es werden weiterhin die Unverletzlichkeit der Wohnung (Art. 115) und das Recht auf freie Meinung (und deren Äußerung) zugesichert. Genau wie die Frankfurter Reichsverfassung enthielt die Weimarer Verfassung zudem einen Artikel, der sogenannten „fremdsprachigen Volksteilen“ (z. B. Litauern, Sorben und Polen) das Recht auf Gebrauch ihrer Sprache zusicherte (Art. 113).

#### Zweiter Abschnitt: Das Gemeinschaftsleben
Der zweite Abschnitt regelt den Schutz von Ehe und Mutterschaft (Art. 119), die Versammlungsfreiheit (Art. 123), die Wahlfreiheit (Art. 125) und die Gleichberechtigung weiblicher Beamter (Art. 128). Beamte sind nicht Diener einer Partei, sondern der gesamten Gesellschaft (Art. 130).

#### Dritter Abschnitt: Religion und Religionsgesellschaften
Im dritten Abschnitt werden Glaubensfreiheit und Gewissensfreiheit garantiert. Auf eine Staatskirche wird verzichtet; damit war das bis dahin noch geltende „landesherrliche Kirchenregiment“ abgeschafft, nach dem der Landesherr Träger der Regierungsgewalt in der evangelischen Landeskirche war. In Artikel 138 wird der Verfassungsauftrag erteilt, die Staatsleistungen an die Kirchen abzulösen.

#### Vierter Abschnitt: Bildung und Schule
Der vierte Abschnitt erklärt, dass der Staat das Schulwesen beaufsichtigt. Es gibt öffentliche Schulen und eine allgemeine Schulpflicht. Gemäß dem Weimarer Schulkompromiss sollte ein ergänzendes Reichsschulgesetz die demokratische Ausgestaltung des Schulwesens näher bestimmen. Im Übrigen wird in diesem Abschnitt der Denkmalschutz als Aufgabe des Staates festgesetzt.

#### Fünfter Abschnitt: Das Wirtschaftsleben
Der fünfte Abschnitt regelt das Wirtschaftsleben und schreibt, was für diese Zeit eher ungewöhnlich war, auch „soziale Rechte“ (Art. 162) fest. So muss laut Artikel 151 Abs. 1 Satz 1 das Wirtschaftsleben „den Grundsätzen der Gerechtigkeit mit dem Ziele der Gewährleistung eines menschenwürdigen Daseins für alle entsprechen“. Die wirtschaftliche Freiheit des Einzelnen wird gewährleistet, findet ihre Grenzen aber an diesen Grundsätzen. Im Artikel 153 Abs. 3 heißt es: „Eigentum verpflichtet. Sein Gebrauch soll zugleich Dienst sein für das Gemeine Beste.“ Zudem wird das Recht auf eine angemessene Wohnung (Art. 155) erwähnt, und Mütter, Kranke und Alte besonders geschützt (Art. 161). Außerdem enthält dieser Abschnitt die Regelung des Erbrechtes und die Schaffung eines einheitlichen Arbeitsrechts. Der Schutz von Urheberrechten (Art. 158) und von Arbeitnehmerrechten wird garantiert, was auch die Bildung von Betriebsräten beinhaltet. Der Verfassungsauftrag, einen Reichswirtschaftsrat zu schaffen, blieb bis zum Ende der Weimarer Republik unerfüllt. Lediglich ein Vorläufiger Reichswirtschaftsrat trat 1920 ins Leben (Art. 161 bis 164).

#### Übergangs- und Schlussbestimmungen
Die Übergangs- und Schlussbestimmungen regeln das Inkrafttreten der einzelnen Artikel der Verfassung. Es wird zudem bestimmt, dass die Nationalversammlung bis zum Zusammentritt des ersten Reichstages dessen Position übernimmt.

## Bewertung
1925 lautete eine zeitgenössische, als „rückblickend“ bezeichnete Einschätzung:

„Wenn man die Weimarer Verfassung rückblickend überschaut, dann erkennt man, daß sie nicht ohne Mängel und Fehler ist. Aber von welcher Verfassung könnte und müßte man das nicht sagen, überhaupt von welchem Menschenwerke gilt das nicht? Jedenfalls war sie ein Segen für unser Volk schon dadurch, daß sie zustande kam. Denn ohne sie wären wir nicht so schnell zu einer einigermaßen ruhigen staatlichen Tätigkeit gekommen. Und mag auch manchmal unter dem Zwang der Verhältnisse von der Verfassung abgewichen worden sein, in den großen Linien hat man sich daran gewöhnt, daß sie unser oberstes Recht darstellt. Jeder, der sein Vaterland wahrhaft liebt, wird nicht frevelhaft es etwa dahin kommen lassen, daß die Ehrfurcht vor dem Werte einer Verfassung schwindet und man sie mit unlauteren Mitteln bekämpft. Das darf naturgemäß nicht heißen, daß sie starr und unabänderlich ist. […] Nicht Umsturz, sondern naturgemäße Um- und Weiterbildung führt in gesunder Weise weiter.“

Es wird immer wieder diskutiert, inwieweit einzelne Teile der Weimarer Verfassung zum Untergang der Republik beigetragen haben. Dabei wurden den Verfassern der Verfassung Versäumnisse vorgeworfen. Viele der „Konstruktionsfehler“ müssen jedoch kritisch diskutiert werden und die innen- wie außenpolitischen und gesellschaftlichen Umstände, unter denen die Verfassung entstand, berücksichtigt werden. Des Weiteren muss der Umstand Beachtung finden, dass der Parlamentarische Rat von 1949 aus den Fehlern der Weimarer Verfassung lernen konnte, die Verfasser der Weimar Verfassung um den Berliner Staatsrechtler und Kommunalpolitiker Hugo Preuß aber bis auf den Versuch der Paulskirche kein vergleichbares Vorbild hatten. Außerdem muss man beachten, dass eine Verfassung nur einen Rahmen vorzugeben vermag, der durch konkrete Politik auszufüllen ist, aber auch unausgefüllt bleiben kann.
- Die fehlende Sperrklausel und das fehlende Parteiverbot für verfassungswidrige Parteien haben es ermöglicht, dass zu viele Parteien in das Parlament gelangt sind. Aber 1919 hatte man eine Sperrklausel eben deswegen abgelehnt, weil damit der Wählerwille eingeschränkt bzw. verfälscht worden wäre. Bei einer Sperrklausel nach bundesdeutschem Muster wären auch die beiden liberalen Parteien ab 1930 aus dem Reichstag verschwunden. Der Reichstag hätte nach der Reichstagswahl 1930 nur noch aus SPD, KPD, NSDAP, dem Zentrum und der nationalistisch-reaktionären DNVP bestanden – was an der Unregierbarkeit wohl nur wenig geändert hätte. Andererseits kann eine Sperrklausel neue Parteien nicht immer aus dem Parlament halten (siehe das Beispiel der Grünen bei der Bundestagswahl 1983). Außerdem ist die Weimarer Republik nicht an den Splitterparteien zugrunde gegangen, sondern an der Stärke der KPD und der NSDAP, denn als diese gegen Ende der Weimarer Republik im Reichstag stark wurden, schwanden die Splitterparteien dahin. Übrigens hat auch das absolute Mehrheitswahlrecht des Kaiserreiches ähnlich viele Parteien ins Parlament gelassen.
- Es sei ein schwerer Fehler gewesen, die Parteien nicht in der Verfassung zu erwähnen (bzw. ein einziges Mal, negativ, in einem anderen Zusammenhang). Tatsächlich aber gab es damals auf der Welt kaum eine Verfassung, die die politischen Parteien erwähnte. In anderen Staaten werden Parteien entweder ebenfalls über ein einfaches Parteiengesetz oder aber durch das Vereinsgesetz kontrolliert.
- Schon während der Verfassungsverhandlungen entbrannten heftige Auseinandersetzungen über die Stellung des Reichspräsidenten. Unter anderem Max Weber plädierte für einen starken, vom Parlament unabhängigen und vom Staatsvolk direkt gewählten Reichspräsidenten. Die Ausschussmehrheit entschied sich für einen starken Reichspräsidenten vor allem aus Misstrauen gegenüber dem parteipolitisch gespaltenen Parlament.[14][15] Sie wollten diesem einen vom Volk legitimierten politischen Führer als Verkörperung des ganzen Staates gegenüberstellen, der zur Not auch ohne das Parlament handeln kann. Der Reichspräsident war folglich mit umfassenden Befugnissen ausgestattet worden: Er konnte den Reichskanzler berufen oder entlassen (Art. 53), er konnte den Reichstag auflösen (Art. 25), er hatte die sogenannte Diktaturgewalt inne, das heißt, er hatte das Recht zur Reichsexekution, zum Einsatz der Reichswehr und zum Erlass von Notverordnungen „zur Wiederherstellung der öffentlichen Sicherheit und Ordnung“ (Art. 48). Aus dieser Machtfülle leitet sich auch die heutige Kritik am Amt des Reichspräsidenten ab. Er konnte die Republik in sogenannten Notfällen in eine Art Diktatur mit sich selbst an der Spitze umwandeln. Das Gefährliche war außerdem, dass das Parlament so aus seiner politischen Verantwortung flüchten konnte.[16]

Problematisch war auch die Praxis, so genannte „verfassungsdurchbrechende“ Reichsgesetze zu beschließen. Dabei durften Gesetze der Verfassung widersprechen, wenn sie von einer Zweidrittelmehrheit unterstützt wurden. Die vier Ermächtigungsgesetze gehören zu dieser Entwicklung. Das Grundgesetz schreibt daher vor, dass eine Verfassungsänderung in einer expliziten Änderung des Verfassungstextes bestehen muss. Die Praxis ist jedoch abermals nicht so sehr der Verfassung anzulasten, sondern der Politik.
Allerdings: Ohne die Flexibilität der Weimarer Verfassung bzw. ihrer pragmatischen Anwendung hätte die Republik vielleicht die ersten fünf Jahre nicht überstanden. Die Weimarer Verfassung erschien so erfolgreich, dass in der ersten österreichischen Republik Teile davon (namentlich die Stellung des Präsidenten) durch die Novelle des Bundes-Verfassungsgesetzes von 1929 übernommen wurden.
Die Gründe für das Scheitern der Republik können daher nicht allein in den in der Verfassung angelegten machtstrukturellen Mängeln gesehen werden; hinzu kamen eine große Distanz vieler noch an die Monarchie und die monarchische Vaterfigur gewöhnter Bürger zur parlamentarischen Demokratie, die Uneinigkeit der Demokraten, die wirtschaftlichen Probleme der damaligen Zeit, der Zivilisationsbruch des Weltkrieges, der auch zu einer Verrohung der Menschen geführt hatte, der politische Extremismus und schließlich auch das Handeln der politischen Akteure wie Franz von Papen, Kurt von Schleicher und Reichspräsident Paul von Hindenburg.

## Verfassungstag

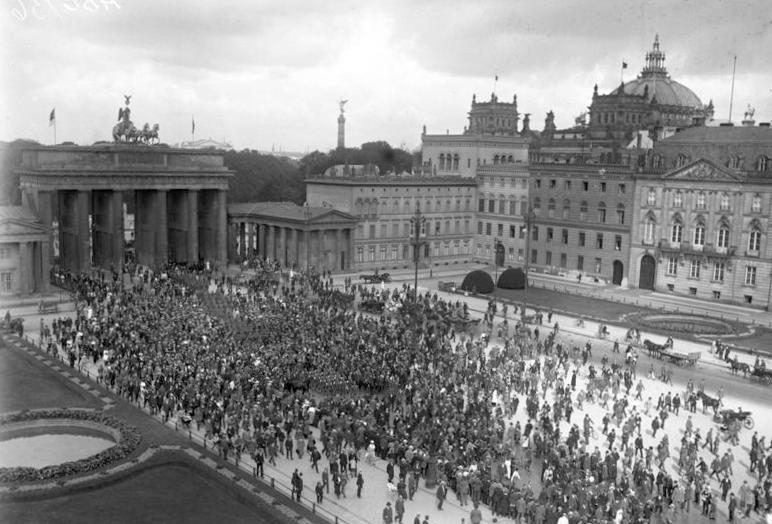
Verfassungstag 1923.
Menschenmenge am Brandenburger Tor

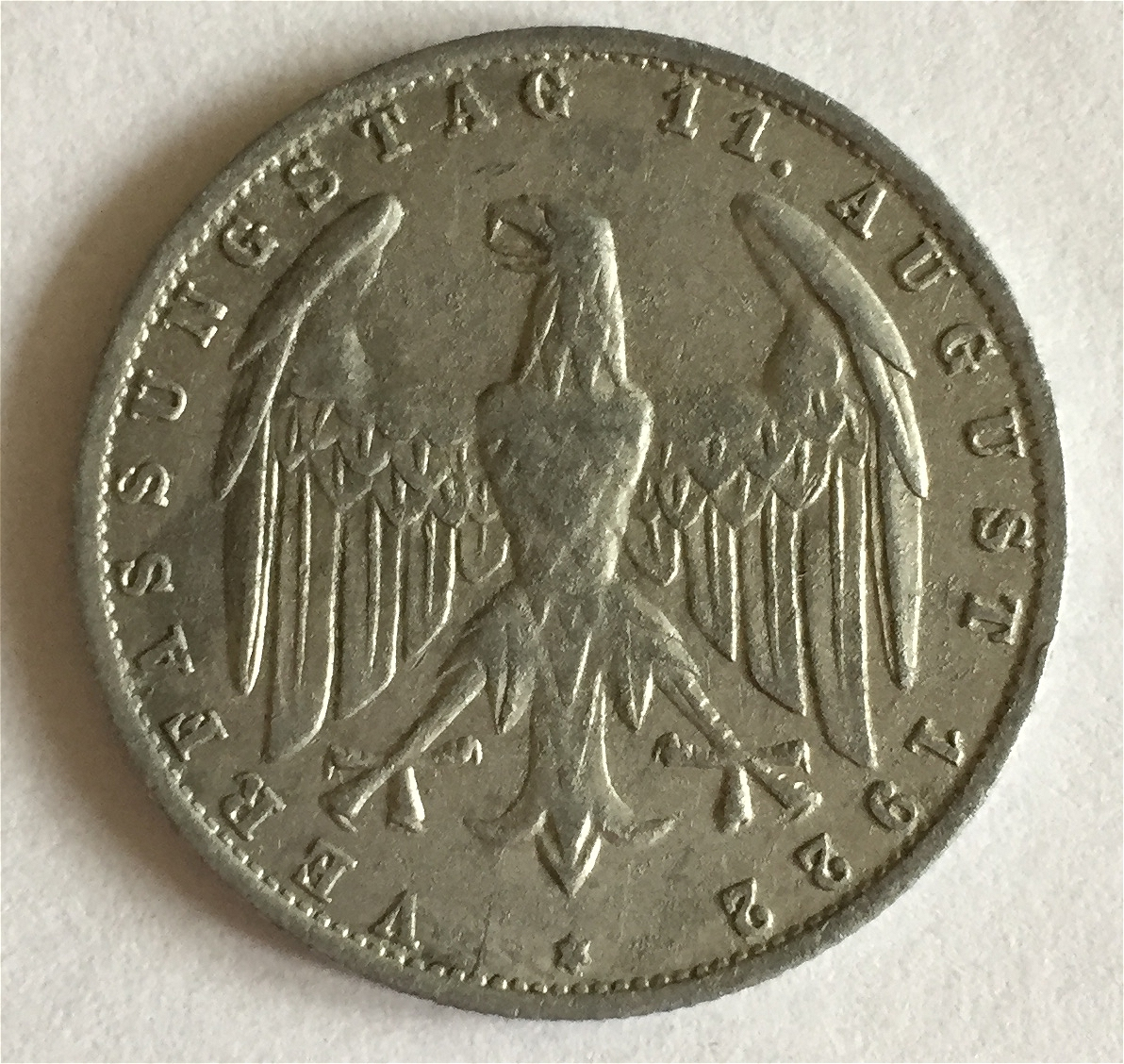
3-RM-Münze zum Verfassungstag 11. August 1922

Der Verfassungstag am 11. August war von 1921 bis 1932 Nationalfeiertag der Weimarer Republik. Reichspräsident Ebert hatte die Verfassung lediglich an seinem Urlaubsort am Esstisch unterzeichnet. Dennoch ordnete die Regierung Wirth am 11. August 1921 an, den Verfassungstag erstmals zu feiern und die Gebäude aller Reichsbehörden entsprechend zu beflaggen. Die in der Folge unter der Regie von Reichskunstwart Edwin Redslob immer aufwendiger gestalteten Verfassungstage in Berlin zogen viele Besucher an und wurden noch am 11. August 1932 abgehalten. Erst die Nationalsozialisten schafften den Brauch ab.
Die Intensität der Feiern wich dabei jedoch im Reich regional teils erheblich voneinander ab. In Hessen, Baden und Preußen war der 11. August offizieller Feiertag, in anderen Orten feierten die Angestellten der Reichsbehörden alleine, während die jeweiligen Landesbehörden den Tag ignorierten. Eine bedeutende Rolle bei der Gestaltung der Feierlichkeiten kam dem Reichsbanner Schwarz-Rot-Gold zu, bei welchem der 11. August fester Bestandteil des eigenen Festkalenders war.

## Einordnung in die deutsche Verfassungstradition

### Vergleich mit der Reichsverfassung von 1867/1871

Schaubild für die Verfassung des Deutschen Reiches vom 16. April 1871, mit Stellvertretungsgesetz 1878

Das Deutsche Kaiserreich war eine konstitutionelle Monarchie. Laut Verfassung war der preußische König stets der Kaiser, das Staatsoberhaupt. Er ernannte und entließ den Reichskanzler, den einzigen verantwortlichen Minister. Gesetze wurden vom Reichstag (Parlament) und vom Bundesrat (Vertretung der Gliedstaaten) gleichberechtigt beschlossen. Der Reichskanzler war fast immer auch preußischer Ministerpräsident und Mitglied im Bundesrat. Damit beherrschte er de facto den Bundesrat und schlug auf diese Weise Gesetze vor, was er als Reichskanzler nicht konnte. Auch die Auflösung des Reichstags geschah über den Bundesrat. In den meisten übrigen konstitutionellen Monarchien (wie in Preußen) konnte der Monarch selbst Gesetze vorschlagen und das Parlament auflösen. Im Reich hingegen war er bzw. der Kanzler dazu auf den Bundesrat angewiesen.
Die Ämterverbindung von Reichskanzler und preußischem Ministerpräsident überwand den Gegensatz von Reich und Preußen, wie er in der Weimarer Republik eine Rolle spielen sollte. Außerdem waren die Bundesstaaten über den Bundesrat weitaus enger an der Reichsgesetzgebung beteiligt als später über den Reichsrat. Im Kaiserreich gab es ebenso wie in der Weimarer Republik eine antiborussische Klausel, der zufolge Preußen im Bundesrat bzw. Reichsrat weniger Stimmen hatte, als es der Bevölkerungszahl entsprochen hätte.
Im Kaiserreich hatte der Reichstag höchstens indirekt einen Einfluss auf den Reichskanzler: Bei der Ernennung eines Kanzlers wurde berücksichtigt, ob er mit dem Reichstag zusammenarbeiten konnte. Zu einer parlamentarischen Regierung ist es lange nicht gekommen, weil sich im Reichstag keine tragfähige Koalition bilden konnte: Die Gegensätze zwischen den Parteien waren zu groß. Erst im Jahr 1917 wurde Hertling der erste Reichskanzler auf parlamentarischer Grundlage. Noch im Oktober 1918 wurde die Verfassung dahingehend reformiert, dass der Reichskanzler auch formell das Vertrauen des Reichstags benötigte. Wegen der baldigen Novemberrevolution blieb die Reform aber bedeutungslos.
Anders als die Frankfurter Reichsverfassung von 1849, die Unionsverfassung von 1850 und die preußische Verfassung von 1850 hatte die Verfassung des Kaiserreichs keinen eigentlichen Grundrechtskatalog. Ein bedeutendes Grundrecht war die Freizügigkeit für die Angehörigen der Gliedstaaten, die in jedem Teil des Norddeutschen Bundes bzw. Deutschen Reiches wohnen durften (Indigenat; Art. 3).

### Einfluss auf das Grundgesetz
Als der Parlamentarische Rat zwischen dem 1. September 1948 und dem 23. Mai 1949 in Bonn das Grundgesetz für die Bundesrepublik Deutschland (GG) ausarbeitete, orientierte er sich an der Weimarer Verfassung. Man lernte sozusagen aus ihren Fehlern und der legalen Machtergreifung in der Zeit des Nationalsozialismus. Das Grundgesetz ähnelt der Weimarer Verfassung in vielen Punkten, enthält aber auch große Unterschiede. So spielt der Bundespräsident nicht die herausragende Rolle wie der Reichspräsident. Insgesamt wurde die Gewaltenteilung neu austariert mit dem Bundesverfassungsgericht als Hüter der Verfassung.
Während der Weimarer Republik sah ein großer Teil der Staatsrechtslehrer die Grundrechte lediglich als Staatsziele an, obwohl die Weimarer Reichsverfassung die Grundrechte als solche bezeichnete. Nach dieser Vorstellung banden die Grundrechte nur die Verwaltung, nicht jedoch den Gesetzgeber. Dem Grundgesetz zufolge stellen die Grundrechte hingegen eindeutig unmittelbar geltendes Recht dar (Art. 1 Abs. 3 GG), das die gesamte Staatsgewalt – einschließlich Legislative – bindet.
Darüber hinaus dürfen die Grundrechte in ihrem Wesensgehalt nicht angetastet werden (Art. 19 Abs. 2 GG). Der verfassungsändernde Gesetzgeber darf die Grundrechtsartikel des Grundgesetzes abändern, nur sind die in den Art. 1 und 20 GG niedergelegten Grundsätze unantastbar (Art. 79 Abs. 3 GG).
Art. 140 GG bestimmt, dass die Artikel 136, 137, 138, 139 und 141 der Weimarer Verfassung Bestandteile des Grundgesetzes sind. Sie werden auch als „Religionsartikel“ oder „inkorporierte Artikel der Weimarer Reichsverfassung“ bezeichnet und bilden den Kern des geltenden Staatskirchenrechts. Die Ablösung von Staatsleistungen gem. Art 138 Abs. 1 WRV durch die Landesgesetzgebung, für die der Bund die Grundsätze aufstellt, wurde bis heute nicht verwirklicht.

### Vergleich mit dem Grundgesetz

Schaubild zur Verfassungsordnung des Grundgesetzes von 1949

Im Gegensatz zur Weimarer Republik ist die Bundesrepublik Deutschland keine Präsidial-, sondern eine parlamentarische Demokratie. Der Deutsche Bundestag wird direkt vom Volk gewählt (Art. 38 Abs. 1 GG) und wählt wiederum den Bundeskanzler (Art. 63 GG). Dieser bestimmt die Richtlinien der Politik und ist dem Parlament verantwortlich (Art. 65, Art. 67 GG). Der Bundespräsident wird von der Bundesversammlung gewählt (Art. 54 Abs. 1 Satz 1 GG). Seine Aufgaben im politischen System der Bundesrepublik Deutschland liegen jenseits der Tagespolitik.
In der Weimarer Reichsverfassung standen die Grundrechte nicht am Anfang des Textes, anders als im Grundgesetz für die Bundesrepublik Deutschland von 1949. Bei den sozialen Grundrechten ist das Grundgesetz allerdings zurückhaltender als die Weimarer Verfassung. Während die Weimarer Verfassung in ihrem fünften Abschnitt zum Teil detailliert soziale Rechte festschreibt, übernahm das Grundgesetz im Wesentlichen nur den Satz, dass Eigentum verpflichte (Art. 14 Abs. 2 Satz 1 GG) und definiert die Bundesrepublik bewusst zurückhaltend als „sozialen Bundesstaat“ (Art. 20 Abs. 1 GG).
Die Macht des Bundespräsidenten wurde vom Grundgesetz zugunsten des Bundeskanzlers und der Regierung stark eingeschränkt. Anordnungen und Verfügungen des Bundespräsidenten bedürfen zu ihrer Gültigkeit der Gegenzeichnung durch den Bundeskanzler oder den zuständigen Bundesminister (Art. 58 Abs. 1 GG). Heute hat der deutsche Bundespräsident vor allem eine repräsentative Funktion. Mit der Gegenzeichnung, Ausfertigung und Verkündung von Gesetzen bestätigt er bereits vom Parlament getroffene Entscheidungen (Art. 82 Abs. 1 GG).
Die Stellung der Regierung wurde gestärkt. Sie ist nur vom Vertrauen des Deutschen Bundestags abhängig und nicht wie früher vom Reichstag und dem Reichspräsidenten. Der Bundestag kann einen Kanzler nur dadurch absetzen, dass er gleichzeitig einen neuen wählt (konstruktives Misstrauensvotum). Dieses Verfahren sorgt für mehr Stabilität, da sich in der Weimarer Zeit politische Gruppierungen zu einer Abwahl des Kanzlers vereinen konnten, ohne jedoch einen eigenen Kandidaten vorschlagen zu müssen. In der Weimarer Republik konnte man auch den Reichsministern das Vertrauen entziehen.
Verfassungsänderungen müssen – anders als in Weimarer Zeit – jetzt explizit sein. Verfassungsdurchbrechende Gesetze, die mit der notwendigen Zweidrittelmehrheit zustande kommen, ändern nicht die Verfassung, notwendig ist eine Verfassungstextänderung. Art. 79 Abs. 3 GG besagt ferner, dass die in Art. 1 und Art. 20 niedergelegten Grundsätze sowie die Bundesstaatlichkeit nicht berührt werden dürfen. Bundesländer können zwar (nach Volksabstimmungen) in ihrem Gebietsumfang oder in ihrer Zahl verändert werden, jedoch ist eine Abschaffung nicht möglich. Die im Artikel 20 GG festgeschriebene Gewaltenteilung kann nicht außer Kraft gesetzt werden. Die „Ewigkeitsklausel“ des Art. 79 Abs. 3 GG bindet die pouvoir constitué (verfasste Gewalt = Staatsgewalt). Ob sie auch die pouvoir constituant (verfassungsgebende Gewalt) bindet, ist umstritten.
Die Bundesländer sind durch den Bundesrat stärker in die Gesetzgebung eingebunden als früher durch den Reichsrat. Der Reichsrat besaß zwar ein Vetorecht, jedoch war dies eher schwach.
Den Oberbefehl über die Armee hatte der Reichspräsident, heute der Bundesverteidigungsminister, im Verteidigungsfall der Bundeskanzler. Auch dies sollte man nicht überbewerten; so hat der österreichische Bundespräsident ebenfalls den Oberbefehl, das hat für die Verfassungspraxis aber kaum Bedeutung. Was es in einer ernsten innenpolitischen Krise bedeuten könnte, ist nicht vorhersehbar.
Das Grundgesetz spricht zwar von „Wahlen und Abstimmungen“, allerdings sind Volksentscheide, außer zur Neugliederung der Länder, auf Bundesebene abgeschafft – allein auf Landesebene sind sie vollständig möglich. Diese Partizipationsmöglichkeit wurde eingeschränkt, da sie in der Weimarer Zeit von den Kommunisten, Nationalsozialisten und anderen Parteien zur Propaganda genutzt wurde und da die Alliierten nach dem Zweiten Weltkrieg der deutschen Bevölkerung misstrauten.

### Vergleich mit den DDR-Verfassungen

Schaubild für die Verfassung der DDR von 1949. Mit einem Präsidenten der Republik und einer Länderkammer sowie einer Volksgesetzgebung ähnelt die Verfassungsordnung oberflächlich der von Weimar.

Schaubild für die Verfassung der DDR von 1968/74. Die Länder der DDR wurden bereits 1952 und die Länderkammer 1958 abgeschafft. Seit 1960 ersetzte der Staatsrat den Präsidenten der Republik.

Der Verfassungsausschuss des Deutschen Volksrats erstellte bis Oktober 1948 den Entwurf für eine „Verfassung der deutschen demokratischen Republik“, der als eine Synthese der bürgerlich-demokratischen Weimarer Verfassung, dem SED-Verfassungsentwurf vom November 1946 mit Gewalteneinheit und Wirtschaftsplanung sowie den fünf Landesverfassungen der Sowjetischen Besatzungszone Deutschlands (SBZ) angesehen werden kann.
In der Verfassung der Deutschen Demokratischen Republik von 1949 finden sich in 80 von 144 Artikeln Ähnlichkeiten mit der WRV, deren sozialstaatliche Elemente sie durch ein allgemeines Bekenntnis zu sozialer Gerechtigkeit und gesellschaftlichem Fortschritt (Präambel), durch eine stärkere Ausgestaltung der sozialen Grundrechte (Art. 15–18) und detaillierte Regelungen über die Wirtschaftsordnung (Art. 19–29) fortentwickelte. Die DDR beschrieb sich in ihrer Verfassung als ein demokratischer, parlamentarischer und föderaler Rechtsstaat, was die tatsächlichen Machtverhältnisse im zentralisierten Einparteienstaat unter der Herrschaft der SED jedoch nicht widerspiegelte.
So heißt es über das Wirtschaftsleben in der WRV (Art. 151):
(1) Die Ordnung des Wirtschaftslebens muß den Grundsätzen der Gerechtigkeit mit dem Ziele der Gewährleistung eines menschenwürdigen Daseins für alle entsprechen. In diesen Grenzen ist die wirtschaftliche Freiheit des Einzelnen zu sichern.
Die DDR-Verfassung (Art. 19) verzichtet auf die „wirtschaftliche Freiheit des Einzelnen“:
(1) Die Ordnung des Wirtschaftslebens muß den Grundsätzen sozialer Gerechtigkeit entsprechen; sie muß allen ein menschenwürdiges Dasein sichern.
Das politische System der DDR wich erheblich von dem der WRV ab. Während die Bundesrepublik anstelle des Reichspräsidenten vor allem den Bundeskanzler gestärkt hatte, war nach Art. 50 der DDR-Verfassung die Volkskammer „höchstes Organ der Republik“. Die DDR-Regierung sollte aus Vertretern aller Fraktionen nach Fraktionsstärke zusammengestellt werden.
Die WRV über den Kanzler und die Richtlinien der Politik (Art. 56):
Der Reichskanzler bestimmt die Richtlinien der Politik und trägt dafür gegenüber dem Reichstag die Verantwortung. Innerhalb dieser Richtlinien leitet jeder Reichsminister den ihm anvertrauten Geschäftszweig selbständig und unter eigener Verantwortung gegenüber dem Reichstag.
Die DDR-Verfassung (Art. 98) betont die Bedeutung des Parlaments:
(1) Der Ministerpräsident bestimmt die Richtlinien der Regierungspolitik nach Maßgabe der von der Volkskammer aufgestellten Grundsätze. Er ist dafür der Volkskammer verantwortlich.
(2) Innerhalb dieser Richtlinien leitet jeder Minister den ihm anvertrauten Geschäftszweig selbständig unter eigener Verantwortung gegenüber der Volkskammer.
Die zweite Verfassung von 1968 war sozialistisch und verankerte die führende Rolle der SED. Aus der Verfassung von 1974 verschwand der Bezug zur deutschen Nation. Stattdessen war die DDR nun „für immer und unwiderruflich mit der Union der Sozialistischen Sowjetrepubliken verbündet“.

## Philatelistisches
Mit dem Erstausgabetag 1. August 2019 gab die Deutsche Post AG zur Erinnerung an die Weimarer Reichsverfassung ein Postwertzeichen im Nennwert von 95 Eurocent mit dem Text „das deutsche reich ist eine republik. die staatsgewalt geht vom volke aus. 100 jahre weimarer reichsverfassung“ heraus. Der Entwurf stammt vom Grafikdesigner Jens Müller aus Düsseldorf.